# 寺田熊雄
寺田 熊雄（てらだ くまお、1912年（大正元年）9月12日 - 1996年（平成8年）2月24日）は、日本の裁判官、政治家。第21代岡山市長、参議院議員（2期）。東京府出身。

## 概要
- 岡山市の政令指定都市の実現のために倉敷市などを含む大合併に当初は賛成していたが、途中から180度方向転換をし反対派に回った市長である。

「岡山県南政令指定都市構想を参照」

## 経歴
- 1912年9月 東京府（現・東京都）で生まれる。
- 1959年5月 第21代の市長選にて当選し、岡山市長に就任。
- 1963年4月 市長選で岡崎平夫に敗れて市長職を退任。返り咲きに挑んだ1967年の市長選でも落選。
- 1971年6月 日本社会党参議院議員（2期）。
- 1986年6月 参議院議員を引退。
- 1996年2月 83歳で死去。